# Nederlandse kampioenschappen schaatsen afstanden 2004 - 5000 meter vrouwen
De 5000 meter vrouwen op de Nederlandse kampioenschappen schaatsen afstanden 2004 werd gehouden op 2 november 2003 in Thialf in Heerenveen. Titelverdedigster was Jenita Hulzebosch-Smit, die de titel pakte tijdens de Nederlandse kampioenschappen schaatsen afstanden 2003.

## Statistieken

### Uitslag
| #      | Schaatser              | Tijd    |
| ------ | ---------------------- | ------- |
| Goud   | Gretha Smit            | 7.06,01 |
| Zilver | Jenita Hulzebosch-Smit | 7.18,25 |
| Brons  | Renate Groenewold      | 7.21,09 |
| 4      | Helen van Goozen       | 7.22,19 |
| 5      | Sandra 't Hart         | 7.27,05 |
| 6      | Elma de Vries          | 7.27,90 |
| 7      | Barbara de Loor        | 7.28,17 |
| 8      | Marja Vis              | 7.31,93 |

## Uitslag
- Uitslagen NK Afstanden 2004 op SchaatsStatistieken.nl

1987 · 
1988 · 
1989 · 
1990 · 
1991 · 
1992 · 
1993 · 
1994 · 
1995 · 
1996 · 
1997 · 
1998 · 
1999 · 
2000 · 
2001 · 
2002 · 
2003 · 
2004 · 
2005 · 
2006 · 
2007 · 
2008 · 
2009 · 
2010 · 
2011 · 
2012 · 
2013 · 
2014 · 
2015 · 
2016 · 
2017 · 
2018 · 
2019 · 
2020 · 
2021 · 
2022 · 
2023 · 
2024 · 
2025